# Gabriel de Ávila
Gabriel de Ávila est un conquistador espagnol, né à Trujillo en Espagne et mort à Güigüe au Venezuela en 1593. Il a joué un rôle important dans la fondation de Caracas, capitale du Venezuela, et de son développement.

## Biographie

### Arrivée au Venezuela
Gabriel de Ávila arrive au Venezuela en 1563 dans l'entourage du conquistador Diego García de Paredes. Celui-ci vient d'être nommé gouverneur et capitaine général de Popayán, actuellement dans le Sud-Ouest de la Colombie, pour ses mérites acquis au cours de la conquête de l'Amérique du Sud. Alors qu'il descend du bateau qui vient de faire le trajet de Saint-Domingue à Santa Ana de Coro afin de se rendre à son gouvernorat, il est tué par les indiens Caribe sur la plage de Catia.
Diego García de Paredes avait auparavant longuement séjourné dans la province du Venezuela et en dernier lieu auprès de Lope de Aguirre à Barquisimeto. Il pensait rejoindre Santa Ana de Coro avant de rallier Popayán et, chemin faisant, saluerait certains de ses amis. Pour cette raison, il débarque à Catia pour saluer le capitaine Luys de Narváez, celui-ci l'ayant informé qu'il était dans la région pour pacifier les indigènes. Mais il ignorait que Narváez et la centaine de soldats qui l'accompagnait avait été tués dans l'accomplissement d'une mission de pacification du territoire des indiens Caracas. Il débarque à Catia et envoie une ambassade indienne pour prévenir Narváez. Dans l'attente de son retour, il accepte l'invitation des indigènes et alors qu'ils partagent le repas dans une hutte, ils sont traîtreusement attaqués. García de Paredes et six de ses soldats sont tués.
Gabriel de Ávila, providentiellement indisposé, reste à bord. Face à une telle disgrâce et en l'absence d'alternative, l'équipage laisse les cadavres aux Indiens et reprend son chemin. Gabriel de Ávila décide de rester dans la province du Venezuela et d'intégrer le processus de vie militaire des conquistadors. Il réside un moment à El Tocuyo où il rejoint les conquistadors déjà présents. 
Quand Diego de Losada monte une expédition pour soumettre les indiens Caracas, Gabriel de Ávila porte le grade d'enseigne-major de camp (alférez mayor de campo, en espagnol). Il tient personnellement un rôle important dans le commandement des troupes qui fonderont Caracas.
Chaque jour, les tribus indigènes assiègent la nouvelle fondation de Caracas, tels de libres défenseurs des coutumes ancestrales qui ne permettent que les envahisseurs les soumettent et les privent de la liberté dont ils jouissaient. Toutefois, si les indiens combattent le joug de l'oppression, les Espagnols se battent pour défendre et pérenniser la ville qu'ils viennent de fonder au prix de nombreux sacrifices.

### Bataille de Maracapana

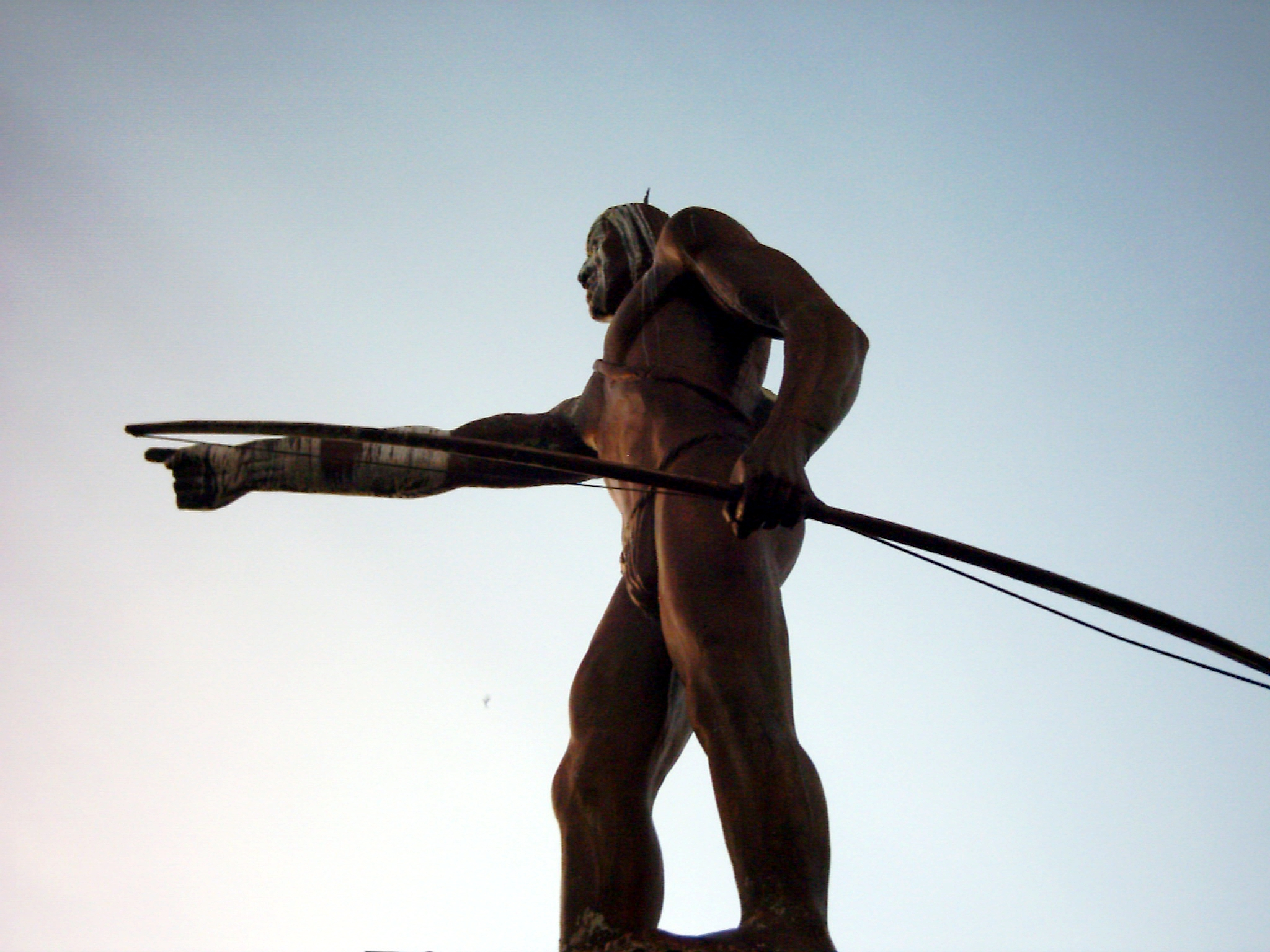
Une statue du cacique Guaicaipuro, au point culminant de Los Teques, dans la banlieue sud-ouest de Caracas.

En 1568, Gabriel de Ávila participe activement à la bataille de Maracapana qui combat le regroupement des tribus indiennes sous le commandement du puissant cacique Guaicaipuro dont l'objectif est de détruire la nouvelle ville. En 1569, il rejoint la localité de Mariara pour soutenir Garci González de Silva, qui avait déserté des troupes de son oncle Pedro Maraver de Silva avec une trentaine d'hommes, afin d'organiser la défense de Caracas.

### Alcaldede Caracas
En 1570, Gabriel de Ávila est nommé maire, alcalde en espagnol, de Caracas, poste qu'il occupe aussi en 1573. Aidé de Garci González de Silva, il entreprend la lutte contre les indiens Teques puis met en service les installations minières exploitées auparavant par Juan Rodríguez Suárez et Francisco Fajardo.

## Hommages
Le nom du massif au nord de la capitale Caracas, le cerro El Ávila et ainsi le parc national El Ávila tireraient leur nom de Gabriel de Ávila, mais cette hypothèse est rejetée par la plupart des historiens vénézuéliens.